# Tábua de comutação
Uma tábua de comutação é uma tabela confeccionada a partir de probabilidades sobre as quais é aplicada uma taxa de juros compostos. As tábuas de comutação simplificam o cálculo de diversas operações relacionadas a previdência e a seguros contra morte.
Esse recurso foi desenvolvido com o emprego de símbolos para simplificar as expressões utilizadas no cálculo de anuidades em espaços de tempo diferentes. A maioria dos autores em português atribuem a Johannes Nikolaus Tetens a criação deste recursos em 1785 na obra Introduction to the Calculation of Life Annuities. Há porém pesquisadores que atribuem a William Morgan (1750-1833) ou George Barrett (1752-1821) esta descoberta.

## Funções
Comutações de sobrevivência, ou  1ª série
- {\displaystyle \,D_{x}=l_{x}\times v^{x}\,\!}: Comutação de primeira ordem
- {\displaystyle \,N_{x}=\sum _{x=x}^{\omega }D_{x}\,\!}: Comutação de segunda ordem
- {\displaystyle \,S_{x}=\sum _{x=x}^{\omega }N_{x}\,\!}: Comutação de terceira ordem

Comutações de morte, ou 2ª série
- {\displaystyle \,C_{x}=d_{x}.v^{x+1}\,\!}: Comutação de primeira ordem
- {\displaystyle \,M_{x}=\sum _{x=x}^{\omega }C_{x}\,\!}: Comutação de segunda ordem
- {\displaystyle \,R_{x}=\sum _{x=x}^{\omega }M_{x}\,\!}: Comutação de terceira ordem

Para:
{\displaystyle \,v=(1+i)^{-1}\,\!}, onde,
| {\displaystyle \,v\,\!}: fator de desconto; | {\displaystyle \,i\,\!}: taxa de juros; | {\displaystyle \,x\,\!}: idade; | {\displaystyle \omega \,\!}: última idade atingível; | {\displaystyle l_{x}\,\!}: indivíduos no inicio da idade {\displaystyle \,x\,\!}; | {\displaystyle d_{x}\,\!}: indivíduos que faleceram na idade {\displaystyle x\,\!}. |